# Litopyllus
Litopyllus is een geslacht van spinnen uit de familie bodemjachtspinnen (Gnaphosidae).

## Soorten
De volgende soorten zijn bij het geslacht ingedeeld:
- Litopyllus cubanus (Bryant, 1940)
- Litopyllus realisticus (Chamberlin, 1924)
- Litopyllus temporarius Chamberlin, 1922